# Collema delaikoroense
Collema delaikoroense är en lavart som beskrevs av Degel. Collema delaikoroense ingår i släktet Collema och familjen Collemataceae.   Inga underarter finns listade i Catalogue of Life.